# Sycoscapter reticulatus
Sycoscapter reticulatus är en stekelart som först beskrevs av Wiebes 1966.  Sycoscapter reticulatus ingår i släktet Sycoscapter och familjen fikonsteklar. Inga underarter finns listade i Catalogue of Life.